# Közönséges füge

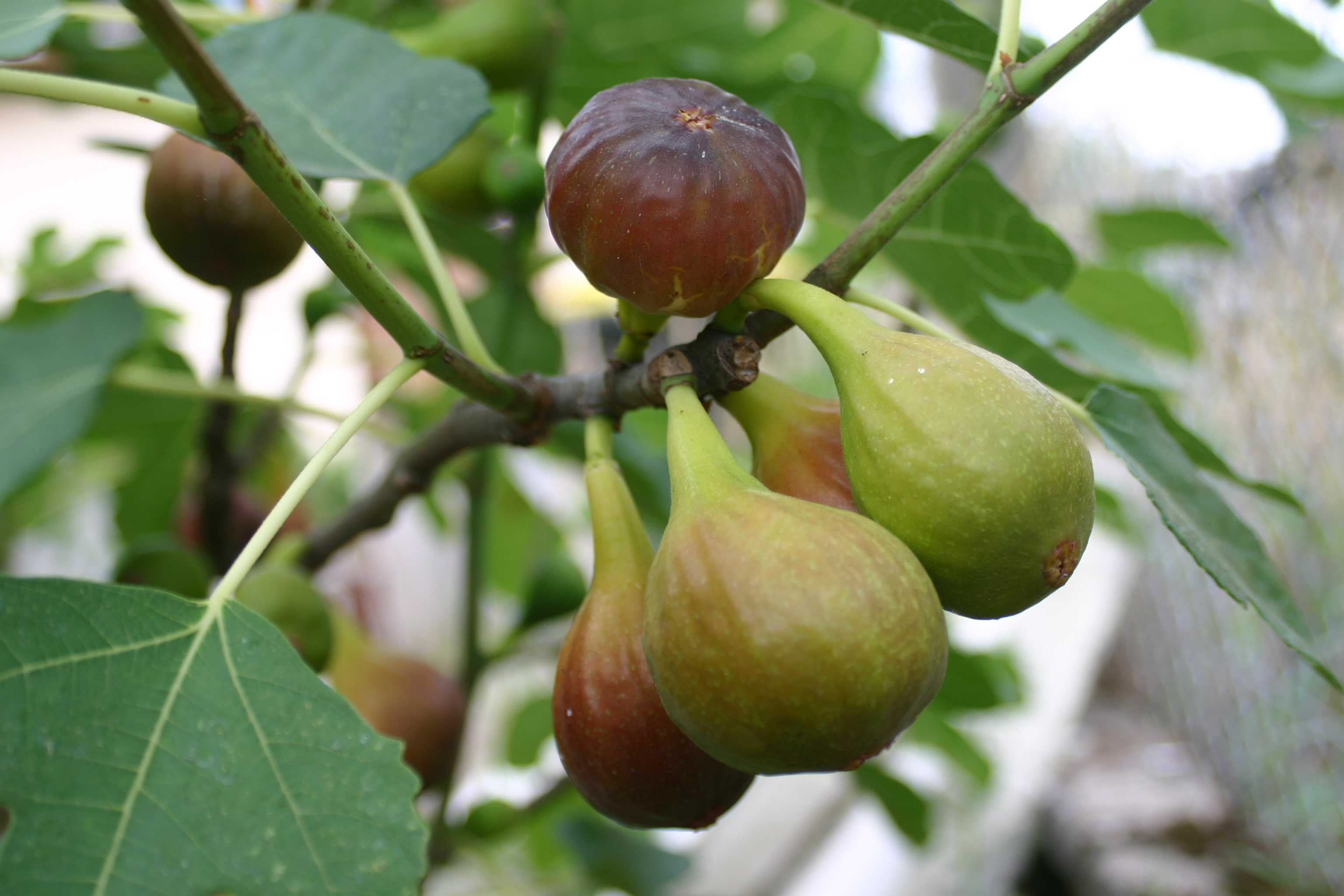
A fügefa áltermése

A közönséges füge (Ficus carica) a rózsavirágúak (Rosales) rendjébe és az eperfafélék (Moraceae) családjába tartozó faj. Gyakrabban használt megnevezései: füge vagy fügefa.
Nemzetségének a típusfaja.

## Származása, elterjedése
Eredeti hazája a Mediterráneum és az attól keletre eső terület - Görögországtól egészen Tádzsikisztánig - , de ízletes gyümölcse miatt már az ókorban is telepítették szinte a legtöbb szubtrópusi, illetve trópusi éghajlatú vidéken.
Madeirán főleg a sziget északnyugati részén, Faial és São Roque do Faial környékén vannak nagyobb fügeültetvények. A füge Magyarországon is elterjedt növényfaj, hiszen kedveli hazánk forró nyarú éghajlatát.

## Alfaja
- Ficus carica subsp. rupestris (Hausskn.) Browicz

## Megjelenése, felépítése
A földközi-tengeri országokban gyakori fügefa 10-12 m magasra nőhet. Törzse sima, kérge hamuszürke, tejnedves. Nagy, 3-5 karéjos leveleinek széle fogazott. Ehető, húsos termése a füge. Ez nem egyszerű termés, hanem apró termések sokaságából álló, a befelé fordult, elhúsosodott virágtengelyt is magában foglaló terméságazat.
A gyümölcs összetétele mg-ban, 100 g száraz súlyra számítva
kalcium: 220 mg
foszfor: 133 mg
vas: 2,7 mg
nátrium: 9 mg
kálium: 862 mg
A-vitamin: 347 mg
tiamin (B1-vitamin): 0,25 mg
riboflavin (B2-vitamin): 0,25 mg
niacin (B3-vitamin): 2 mg
C-vitamin: 9,22 mg

## Életmódja, termőhelye
A füge és a  fügedarázs (Blastophaga psenes) kapcsolata a legbonyolultabb ismert szimbiotikus rendszerek egyike.
Egy évben több fajtája is két terméshullámot érlel. A fügefajtákat ennek alapján a beporzás jellege (darázzsal, illetve szűznemzéssel) vagy teljes elmaradása alapján osztjuk típusokba.
A  fügedarázs Magyarországra 2008-ban települt be.

## Felhasználása
A fügét és a belőle előállított készítményeket általában renyhe bélműködés és emésztési zavarok esetén ajánlják. Légúti panaszok esetén hatásos köptetőszer. A rügyeket glicerinbe áztatják, és az így nyert kivonatot gyomorhurut kezelésére használják. Hagyományosan a füge tejnedvét (latex) külsőleg kisebb fájdalmak enyhítésére használják. A gyümölcs enyhíti a szájüregben lévő afták okozta kellemetlen érzést, és csillapítja a köhögést.
A fügének nem ismert mérgező hatása, de fogyasztásakor figyelemmel kell lenni hashajtó hatására. A füge egyes hatóanyagai a sportolóknál a gyorsaságot fejlesztik.

### Gyógyhatása
A fügefa gyümölcse szénhidrátokban gazdag, kitűnő tápanyagforrás, amelyet a Szahara vidékén már 10 000 éve felismertek és nagyra értékeltek. Ismert hashajtó hatása. A termésben és a fiatal levelekben található bioaktív anyagok emésztést elősegítő, lágyító, nyugtató, gyulladásgátló, méregtelenítő és köptető hatásúak. A levelek a trigliceridekre gyakorolt hatásuk következtében hatékonyak a cukorbetegség kezelésében.

## Állati kártevői
Rovarok:
- fekete fügelégy (Silba adipata),
- afrikai fügelégy (Zaprionus indianus)
- Aszalványbogár (Carpophilus hemipterus).

Sugárállatkák:
- fügefavész (Ceratocystis ficicola)[4]

### Ádám és Éva

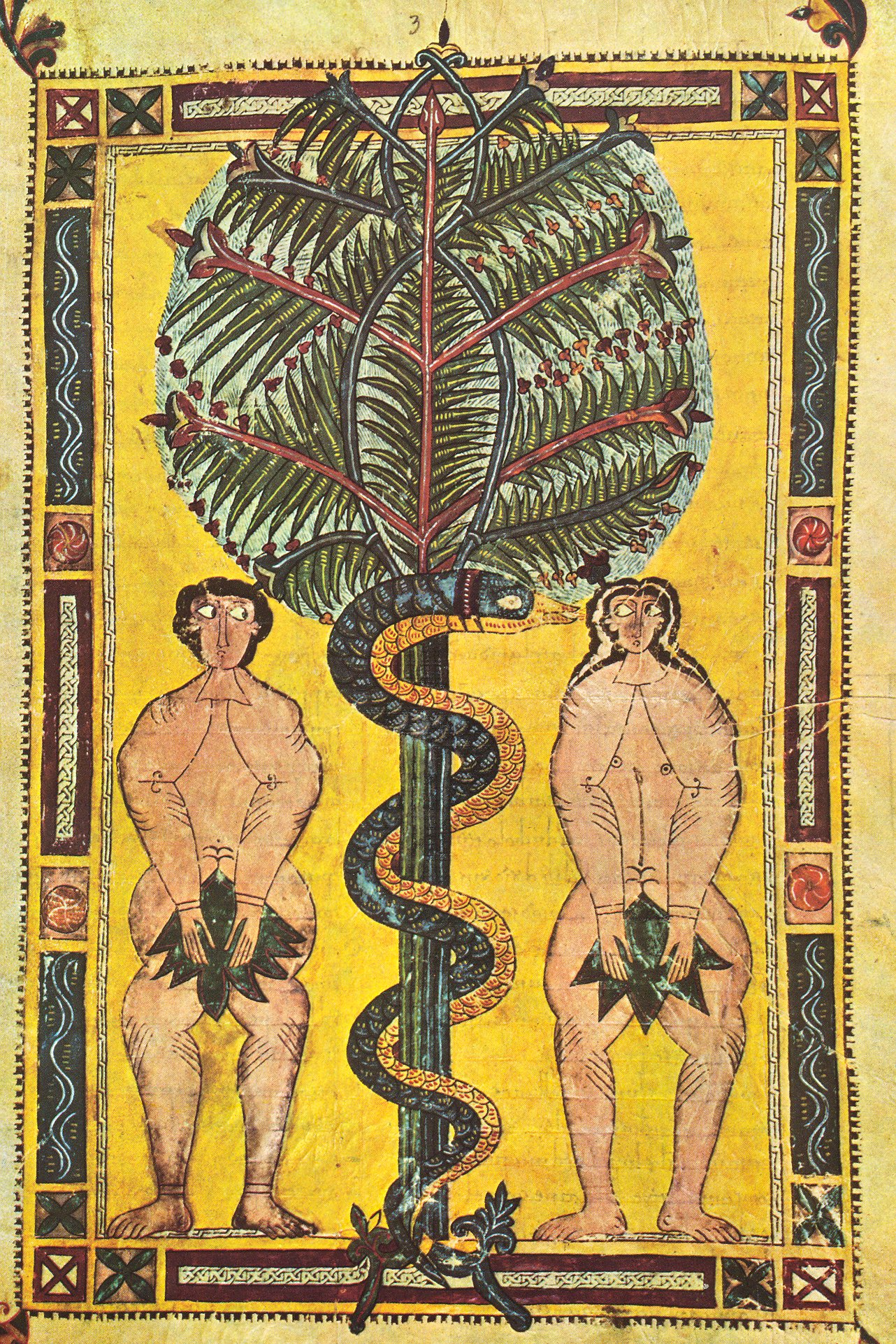
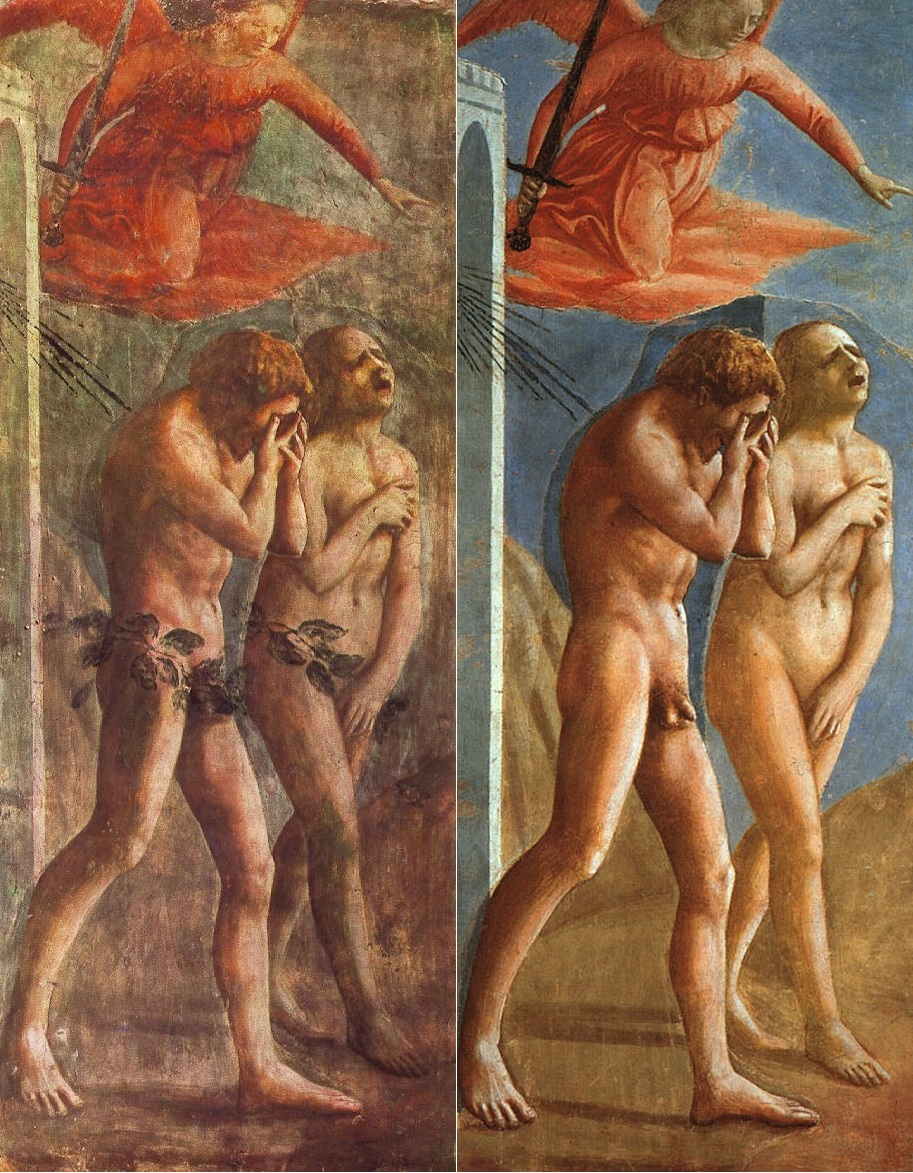